# Золотий Дюк (кінофестиваль)
«Золотий Дюк» — всесоюзний кінофестиваль з міжнародною участю, проводився в Одесі з 1988 по 1994 рік. Названий по імені Дюка де Рішельє, першого градоначальника Одеси. З'явився як продовження кінофестивалю «Одеська альтернатива» (1987).

## Історія
Перший фестиваль «Золотий Дюк» пройшов у 1988 році і позиціонувався як фестиваль за участю представників масового радянського кіномистецтва. Ініціатором, творцем і президентом кінофестивалів «Одеська альтернатива» і «Золотий Дюк» був Станіслав Говорухін — голова Одеського відділення Спілки кінематографістів СРСР. Генеральним директором фестивалю в 1988 році був кінематографіст Юрій Коваленко. Фестиваль проходив в одеському кінотеатрі «Золотий Дюк». Апофеозом громадської активності учасників та гостей «Золотого Дюка» стало звернення «До діячів культури», автори якого закликали створити Народний фронт на підтримку перебудови.
Молоде покоління, представником якого був Віктор Цой, вважало формат фестивалю застарілим.
У 2003 році Юрій Коваленко намагався відродити фестиваль як «Ехо Золотого Дюка», але невдало.

## 1988
Фестиваль проходив з 10 по 17 вересня. Голова журі: Ельдар Рязанов.
- «Фонтан» (Ленфільм, 1988), режисер Юрій Мамін — Гран-прі, Приз критики, Приз кіноклубів.
- «Голка» (Казахфільм, 1988), режисер Рашид Нугманов — Приз кіноклубів у конкурсі «Особливий погляд».
- «Злодії в законі» (Кіностудія імені Максима Горького, 1988), режисер Юрій Кара — Приз журі «Три „К“» «кон'юнктура, комерція, кіч».

## 1990
- «Паспорт» (1990), режисер Георгій Данелія — Гран-прі.

## 1994
- «Викуп» (1994), режисер Володимир Балкашинов — Приз глядацьких симпатій.